# 899

## Nașteri
- dată necunoscută: Alfonso al IV-lea de Leon  (d. 933)
- dată necunoscută: Werner de Nahegau  (d. ?)

## Decese
- 26 octombrie: Alfred cel Mare, rege anglo-saxon al regatului Wessex din 871 (n.c. 849)

- 8 decembrie: Arnulf de Carintia, rege al Franciei Răsăritene din 887 și Împărat al Imperiului Carolingian din 894 (n. 850)